# Edward Barcik
Edward Barcik (* 30. oder 31. Mai 1950 in Prusice) ist ein ehemaliger polnischer Radrennfahrer und nationaler Meister im Radsport.

## Sportliche Laufbahn
Barcik war Teilnehmer der Olympischen Sommerspiele 1972 in München. Er gewann gemeinsam mit Lucjan Lis, Stanisław Szozda und Ryszard Jan Szurkowski die Silbermedaille im Mannschaftszeitfahren.
1970 gewann er die nationale Meisterschaft im Paarzeitfahren mit Stanisław Labocha, 1974 war er erneut in diesem Meisterschaftsrennen erfolgreich. 1971 wurde er nationaler Meister im Straßenrennen vor Szozda. In jener Saison gewann er mit dem polnischen Vierer die Bronzemedaille bei den UCI-Straßenweltmeisterschaften im Mannschaftszeitfahren. 1972 gewann er das Etappenrennen Tour of Malopolska. 1975 wurde er beim Sieg von Janusz Kowalski Dritter der Bulgarien-Rundfahrt. Seine beste Platzierung in der heimischen Polen-Rundfahrt war der 5. Rang 1971.